# Franz Johann von Vittinghoff gen. Schell
Franz Johann von Vittinghoff gen. Schell (* nach 1650; † 12. Dezember 1716 in Münster) war Domherr in Münster und Domkellner in Paderborn.

## Leben

### Herkunft und Familie
Franz Johann von Vittinghoff gen. Schell entstammte dem westfälischen Adelsgeschlecht von Vittinghoff. Die Sprossen der Familie bekleideten hohe Ämter in Kirche, Militär und Verwaltung. So stellten die Freiherrn von Vittinghoff von 1456 bis zur Säkularisation im Jahre 1803 die Erbdrosten im Stift Essen.
Franz Johann war der Sohn des Bernhard Melchior von Vittinghoff gen. Schell (1632–1691) und seiner Gemahlin Elisabeth Margaretha Anna von Ossenbrock (1638–1681). Die Kinder seines Bruders Arnold Johann bekleideten alle ein geistliches Amt: Anna Theodora Helena und Maria Adolphina waren Kanonissen im Stift Nottuln, Friedrich Ignaz Konstantin und Hermann Arnold waren Domherren.

### Wirken
Nach dem Verzicht seines Onkels Wilhelm Franz wurde Franz Johann am 20. Mai 1683 für die Dompräbende nominiert. Die Aufschwörung auf die Geschlechter Vittinghoff-Schell, Ossenbrock, auf dem Berge und Raesfeld fand am 10. Juni statt. Sodann wurde er in sein Amt als Domherr eingeführt. Am 9. März 1684 bat er das Domkapitel um Zustimmung, einen militärischen Auftrag auszuführen. Franz Johann hatte vom Landesherrn eine Kompanie zu Pferde als Befehlshaber erhalten. Das Domkapitel gab die Zusage, ihn präsent zu halten, wenn er gegen die Türken in den Krieg ziehe, nicht aber in andere Länder. Da das Kapitel für den Fall des Friedensschlusses keine Garantie dafür abgeben konnte, Franz Johann in gleicher Position zu halten, verzichtete er auf den Kriegsdienst und dankte dem Kurfürsten für die erwiesene Gnade.
Am 24. Juli 1697 wurde er Assessor in der Domkellnerei Paderborn. Im Jahre 1699 erhielt er eine Option auf das Archidiakonat Stadtlohn, nachdem der Domscholaster Droste verzichtet hatte. Die Wahl zum Domkellner fiel auf den 24. Juli 1699. Am 16. April 1716 setzte er seinen Neffen Friedrich Ignaz zum Testamentsvollstrecker ein. Wenig später, am 12. Dezember 1716, verstarb er.